# Aldabrachelys grandidieri
Aldabrachelys grandidieri is een uitgestorven reuzenschildpad uit de familie van de landschildpadden (Testudinidae). De soort was endemisch in Madagaskar. Mitochondriaal DNA geëxtraheerd uit subfossiel bot bevestigt dat het een aparte soort is.

## Uiterlijke kenmerken
Aldabrachelys grandidieri was een reuzenschildpad, een van de grootste ter wereld, met een schildlengte van ongeveer 125 centimeter. Het was oorspronkelijk een van de zes endemische schildpadsoorten van Madagaskar (twee grote Aldabrachelys; twee middelgrote Astrochelys; twee kleine Pyxis).
Het onderscheidt zich van alle andere Aldabrachelys door een massief, afgeplat of ingedrukt schild, uitpuilende zijkanten van het schild, korte hoeken, bovenkant van de neusopening is hoger dan de bovenkant van de oogkassen, afwijkende quadrata, brede postorbitalen en een zeer grote processus vomerinus dorsalis. Het had ook een ongewoon dik, sterk schild, mogelijk een aanpassing aan zware predatie. Het lijkt overwegend een grazer van weilanden en wetlands te zijn geweest.

## Leefwijze
Samen met de nijlpaarden namen Aldabrachelys grandidieri en de verwante Aldabrachelys abrupta de rol van grote grazer in in Madagaskar. Aldabrachelys grandidieri was een grazer in graslanden en draslanden.

## Ecologie
Aldabrachelys grandidieri (samen met Aldabrachelys abrupta) waren waarschijnlijk zaadverspreiders van de zes baobabsoorten (Adansonia spp.) die endemisch zijn op Madagaskar; in een experiment aten de huidige Aldabra reuzenschildpadden (Aldabrachelys gigantea) gemakkelijk vruchten van Adansonia rubrostipa. Andere ecologische activiteiten van reuzenschildpadden waren waarschijnlijk het vertrappen en selectief consumeren van vegetatie. Er wordt verondersteld dat geïntroduceerde Aldabra reuzenschildpadden gebruikt zouden kunnen worden om deze ecologische activiteiten te herstellen.

## Uitsterven
Materiaal van deze soort is gedateerd op 1250 tot 2290 jaar voor onze jaartelling. Het lijkt erop dat de soort vrij snel na de latere migratie van de mens vanaf het vasteland van Afrika is uitgestorven. In tegenstelling tot zijn meer algemene zustersoort, de ruige reuzenschildpad (Aldabrachelys abrupta (ook uitgestorven)), lijkt de massieve Aldabrachelys grandidieri er niet in geslaagd te zijn om lange tijd samen te leven met mensen.